# Puivert
Puivert (okzitanisch: Puègverd) ist eine Gemeinde mit 461 Einwohnern (Stand 1. Januar 2022) in Frankreich. Sie liegt im Département Aude in der Region Okzitanien.

## Lage
Die Gemeinde Puivert liegt im Pyrenäenvorland im kleinen Landstrich des Quercorb (okzitanisch: Kerkorb) im Tal des Blau auf einer Höhe von etwa 490 Metern. Von Carcassonne ist der Ort ca. 55 Kilometer (Fahrtstrecke) in südwestlicher Richtung entfernt; die nächstgrößere Stadt ist Foix (ca. 46 Kilometer westlich).

## Bevölkerungsentwicklung
| Jahr      | 1962 | 1968 | 1975 | 1982 | 1990 | 1999 | 2008 | 2016 |
| Einwohner | 721  | 683  | 551  | 552  | 467  | 410  | 497  | 496  |

Mitte des 19. Jahrhunderts zählte der Ort annähernd 2000 Einwohner. In den letzten Jahren scheint der Trend der arbeitsmarktbedingten Abwanderung der jüngeren Bevölkerung in die Großstädte gestoppt worden zu sein.

## Wirtschaft
Die Landwirtschaft und das damit verbundene Handwerk hatten in früheren Zeiten die größte Bedeutung im Wirtschaftsleben des Ortes. Mittlerweile spielt auch der Wandertourismus in der waldreichen Umgebung eine gewisse Rolle.

## Geschichte
Die Existenz einer mittelalterlichen Burg wird im Jahr 1170 anlässlich eines Troubadourtreffens erstmals erwähnt; diese wurde jedoch im Rahmen des Albigenserkreuzzugs (1210) zerstört. Das alte Dorf Puivert lag zu Füßen der Burg nur wenig unterhalb eines ehemaligen Sees, dessen Damm im Juni 1279 brach; seine Fluten zerstörten sowohl Puivert als auch die Städte Chalabre und  Mirepoix. Der heutige Ort wurde im 15. Jahrhundert neugegründet.

## Sehenswürdigkeiten

### Sonstige

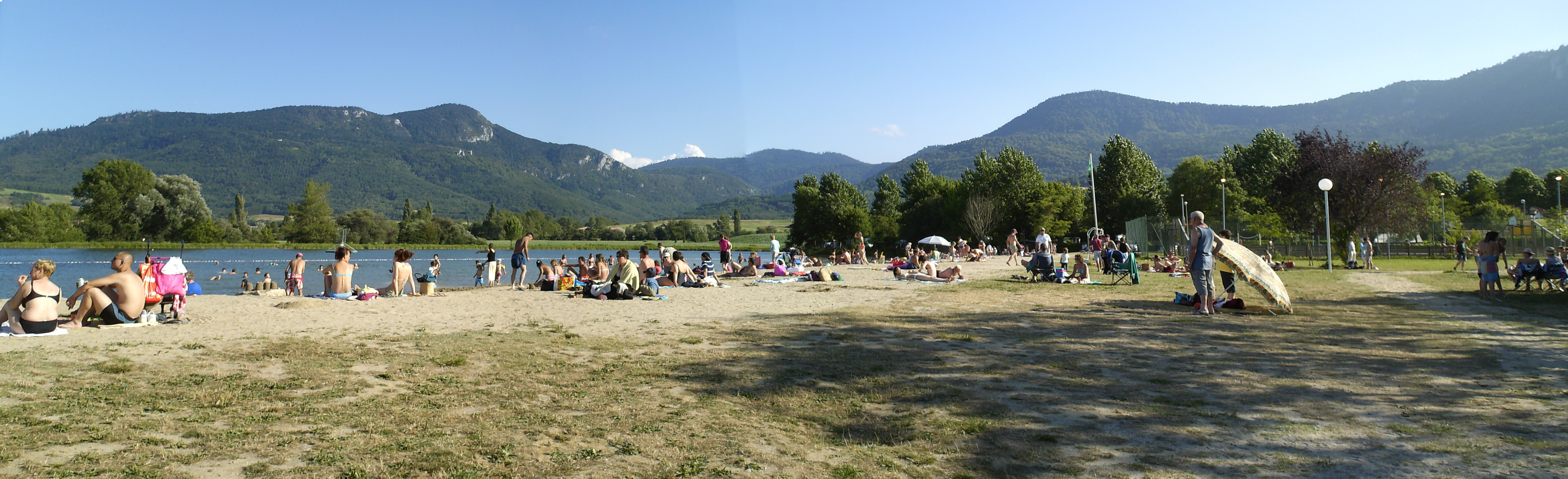
Badesee

- Der Lac de Puivert, ein kleiner Badesee mit breitem Sandstrand, liegt etwa 500 Meter südlich des Ortskerns.
- Das Heimatmuseum (Musée du Quercorb) hat seinen Schwerpunkt auf die Musik und die Instrumente des Minnesangs gelegt.
- Die große einschiffige Pfarrkirche mit ihrem Rippengewölbe entstammt dem 17. Jahrhundert, musste aber im 19. Jahrhundert an anderer Stelle neu erbaut werden.
- Die zentral gelegene Markthalle (halle) mit ihren steinernen Arkadenbögen und einem hölzernen Dachstuhl entstammt dem 19. Jahrhundert.
- Die Kapelle Notre-Dame de Bon Secours aus dem 19. Jahrhundert steht etwas außerhalb des Ortes in der Nähe des Seeufers. In einer Wandnische über dem Eingang befindet sich eine recht volkstümlich anmutende barocke Darstellung der Gottesmutter.
- Etwas außerhalb des Ortes im Tal der Blau steht ein Waschhaus (lavoir) aus dem 19. Jahrhundert.